# Ceryle
Ceryle is een geslacht van vogels uit de familie van de ijsvogels (Alcedinidae). De wetenschappelijke naam van het geslacht is voor het eerst geldig gepubliceerd in 1828 door Boie.

## Soorten
De volgende soort is bij het geslacht ingedeeld:
- Ceryle rudis (Linnaeus, 1758) – Bonte ijsvogel